# Marstonia lustrica
Marstonia lustrica är en snäckart som först beskrevs av Henry Augustus Pilsbry 1890.  Marstonia lustrica ingår i släktet Marstonia och familjen tusensnäckor. Inga underarter finns listade i Catalogue of Life.